# Ханс (имя)
Ханс (нем. Hans, в старой передаче Ганс) — в голландском, датском, исландском, немецком, норвежском и шведском языках уменьшительная форма мужского имени Йоханн (Йоханнес).
В Германии, Дании, Нидерландах, Норвегии и Швеции официально признано как личное имя.
Самое раннее задокументированное употребление имени — в 1356 году в Швеции, в 1360 году в Норвегии, и в XIV веке в Дании.
Вариант имени — Хензель (Гензель) (нем. Hänsel), означает «маленький Ганс».